# Tupaia (navigateur)
Pour les articles homonymes, voir Tupaia.
Tupaia ou Tupai'a, né vers 1725 dans l'île de Raiatea (aujourd'hui en Polynésie française) et déclaré mort le 11 novembre 1770 par Joseph Banks et par l'explorateur britannique James Cook le 11 décembre 1770 à Batavia (actuelle Jakarta), est un navigateur et 'arioi polynésien. James Cook bénéficia lors de son premier voyage des talents de navigateur et de la connaissance géographique du Pacifique de Tupaia  et de la renommée qu'il acquit auprès des Maoris où il jouit encore de l'aura d'un personnage important de leur histoire.

## Origines et connaissances
Originaire de Raiatea et d'ascendance noble (ari’i), Tupaia reçoit une éducation exigeant que l'histoire des ancêtres (donc le peuplement des îles de Polynésie) et la généalogie soient précisément mémorisées. Il est initié dès l'enfance à la navigation sur pirogue-double, pahi, et à l'apprentissage des méthodes d'orientation traditionnelles, sans cartes ni instruments, mais basées sur l'observation du ciel et des courants,. Tupai'a, sans avoir quitté les îles proches de Tahiti, avait ainsi une connaissance historique et géographique du triangle polynésien. À l'adolescence, il intègre le culte des 'arioi, une congrégation très sélective d'artistes autorisés à mener une vie sexuelle très libérée mais sans progéniture. Exilé dans l'île voisine de Tahiti, il devient l'amant de la reine Purea à une période donnée. Chef de guerre, il est blessé plusieurs fois au combat. Cook rapporte qu'en 1757, il avait été percé de part en part par une javeline à pointe d'os, qui était rentrée par le dos et sortie au-dessus de la poitrine, et qu'il avait survécu grâce aux talents de chirurgie et de soins de médecine traditionnelle.
Avant l'arrivée de Cook, Tupa'ia avait déjà eu des contacts avec des Européens lors des passages du navire britannique Dolphin, commandé par Samuel Wallis en 1767,, et du navire français La Boudeuse de Bougainville en 1768. Il est probable qu'il ait aussi été en contact avec des Espagnols.

## Embarquement avec l'expédition Cook
À la demande insistante de Sir Joseph Banks lors de l'escale à Tahiti en du HMB Endeavour en 1769, Tupaia se joint à l'expédition, accompagné d'un page adolescent dénommé Taiato qui est son neveu. 
Tupaia accepte de partir à destination de l'Angleterre, persuadé qu'il pourra en tirer des bénéfices personnels et partager de nouvelles connaissances avec son peuple. Cook était initialement réticent à l'embarquement d'un personnage aussi important à Tahiti que pour cette raison il imaginait encombrant. Mais il ne peut s'opposer à la volonté de Banks, naturaliste mais aussi mécène de l'expédition et proche du comte de Sandwich, Premier lord de l'Amirauté. Ayant apprécié les talents de Tupaia lors des trois mois d'escale de l'Endeavour à Tahiti, Banks s'engage à couvrir les frais d'embarquement occasionnés, d'autant plus que Tupaia jouit déjà auprès des Anglais d'une forte réputation. Il semble que le but de Tupaia était d'aller jusqu'en Europe. 
Tupaia établit pour Cook une carte détaillée du Pacifique Sud, permettant à Cook de « découvrir » plusieurs îles encore inexplorées par les Européens, dont Niue,,.
Cook écrit à son propos :
« [Il] sait plus de choses sur la géographie des îles situées dans ces mers, sur la production, les lois religieuses et les coutumes de leurs habitants, que n’importe qui d’autre que nous ayons rencontré. »
Lors de sa formation de navigateur, Tupaia a en effet mémorisé la position précise de centaines d'îles dans un espace maritime considérable, équivalent de la superficie des États-Unis. Il n'est pas rapporté qu'il ait indiqué aux Britanniques la position d'Hawaii, de l'île de Pâques et de la Nouvelle-Zélande, les trois extrémités du triangle polynésien. Cela ne signifie pas qu'il n'en avait pas connaissance mais peut simplement marquer la volonté de Cook et de l'Amirauté de ne pas attribuer la gloire de ces découvertes à un « sauvage ».  
Bien que les officiers britanniques aient été silencieux sur les activités de Tupaia à bord, il impressionne l'équipage par sa capacité, où que soit le navire, à donner rapidement l'azimut de Tahiti, là où les officiers britanniques avaient besoin de longs calculs et d'instruments. 
Lorsque l'Endeavour arrive en Nouvelle-Zélande, il sert d'interprète et de médiateur entre les Maoris (Nouvelle-Zélande) et les Britanniques grâce aux origines communes des Maoris et des Tahitiens et aux similitudes entre sa langue maternelle et celle des autochtones,. Son rôle diplomatique se révèle crucial lorsque des altercations éclatent. Le 8 octobre 1769, l'équipage de Cook débarque près de l'actuelle Gisborne. À la suite d'un malentendu, ils tuent d'une balle en plein cœur le Maori Te Maro. L'intervention de Tupaia permet de désamorcer les tensions jusqu'à ce que William Munkhouse, le chirurgien naval, ne blesse mortellement le chef maori Te Rakau pour avoir pris l'épée de l'astronome Charles Green,. Selon le journal du capitaine Cook, Tupaia fut horrifié par le cannibalisme des Maoris, et tenta de les persuader de renoncer à cette vile coutume à laquelle les Tahitiens avaient déjà renoncé. Malgré tout, il partage avec eux ses connaissances culturelles et le récit oublié de leurs ancêtres communs,. Il sert par la suite de diplomate auprès des Aborigènes d'Australie grâce à une approche humble et pacifiste et le langage mimé, bien qu'il ne comprenne pas leur langue.

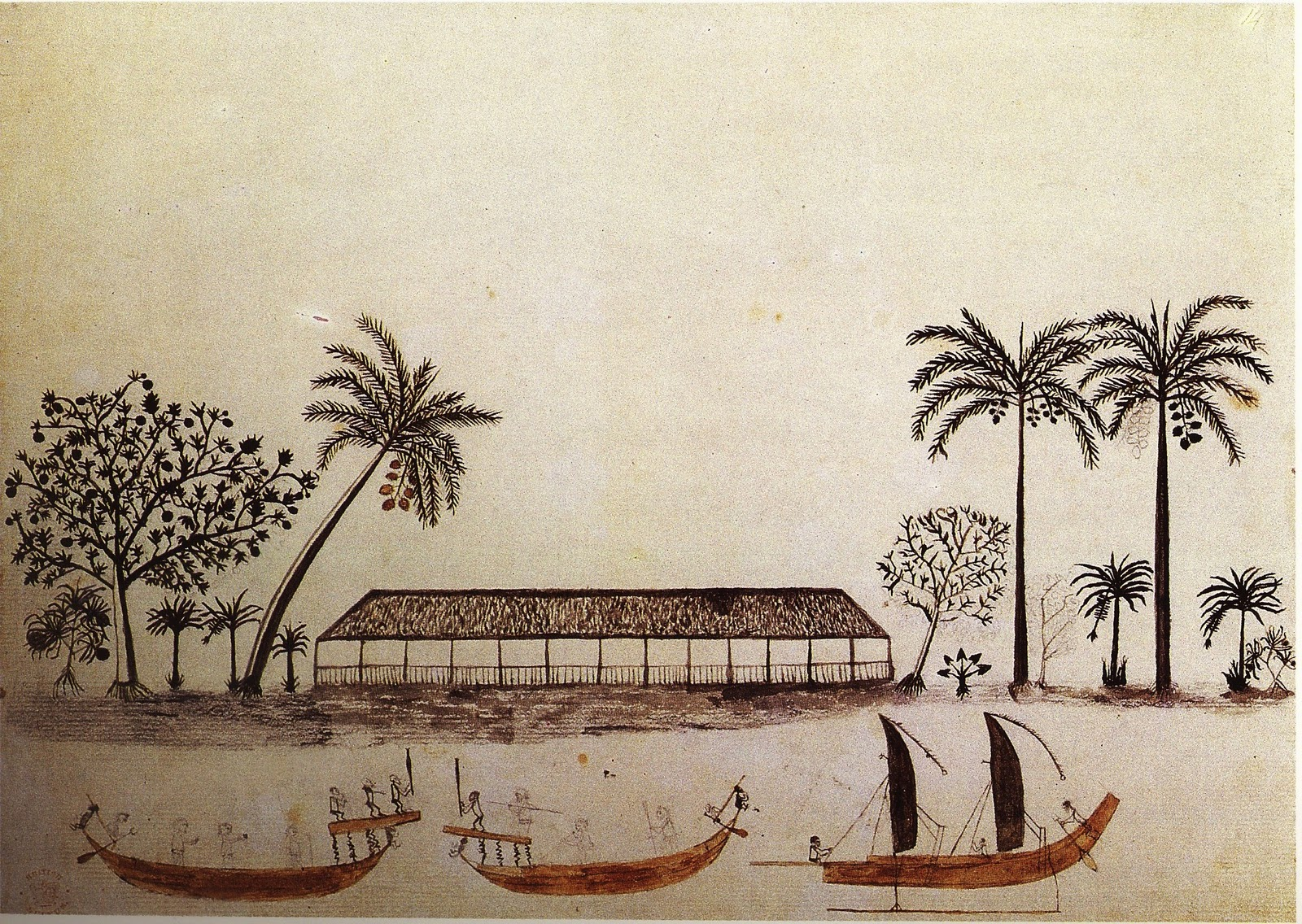
Canoés près de Tahiti. Dessin de Tupaïa, vers 1769

Dans le cadre de ce voyage, Tupaia devient le premier Polynésien à peindre à l'aquarelle, une technique qu'il apprend du peintre Sydney Parkinson, son ami. Des œuvres attribuées à Tupaia sont aujourd'hui conservées au musée de la British Library à Londres. Ces dessins décrivent les premiers contacts entre les Anglais, les Polynésiens et les Aborigènes d'Australie et la vie sur les îles. Tupaia est aussi le premier Polynésien à apprendre l'écriture latine,,,.
Les circonstances de la mort de Tupaia sont controversées. L'Endeavour fait une escale pour se réapprovisionner et faire des réparations à Batavia (actuelle Jakarta) dans l'île de Java. Atteint du scorbut à bord, Tupaia aurait contracté le paludisme. Son page et lui, ainsi que de nombreux membres d'équipage, y auraient succombé. Cook enregistre le décès de Tupaia dans son journal de bord le 11 décembre 1770, et écrit : « C’était un homme intelligent, perspicace, ingénieux, mais également fier et obstiné. » Cependant, l'auteur Joan Druett souligne que Joseph Banks évoque la mort de Tupaia dès le 11 novembre. Selon elle, Tupaia, affaibli par le scorbut, serait possiblement mort de la fièvre typhoïde plus tôt que ne l'a déclaré Cook, celui-ci souhaitant faire croire qu'aucun membre de son équipage ne serait mort du scorbut à bord.
En 1774, lors d'une visite à Raiatea, terre natale de Tupaia, Cook le mentionne de nouveau dans son journal. Il écrit que Tupaia lui a été d'une aide précieuse pour comprendre les coutumes religieuses polynésiennes, et que, en son absence, l'équipage britannique ne pouvait que faire des observations et interprétations hasardeuses :
« Nous n’avons plus jamais rencontré un homme qui ait autant de savoir que lui, et en conséquence nous n’avons rien pu ajouter à ce qu’il nous a dit de leur religion [celle de Raiatea], si ce n’est des notions superstitieuses. »

## Postérité
Bien que peu mentionné par Cook, Tupaia, compagnon de voyage polynésien d'étranges visiteurs blancs, devint célèbre parmi les Maoris. Lorsque Cook visite à nouveau la Nouvelle-Zélande en 1773, des peuples maoris avec qui ni Cook, ni Tupaia n'avaient eu de contact s'enquièrent à son sujet. Cette célébrité semble être due au fait que Tupa'ia venait du lieu d'origine des Maoris et que leurs traditions avaient conservé le souvenir de cette terre sacrée. Aujourd'hui, Tupaia est un personnage important pour l'histoire des Maoris de Nouvelle-Zélande et l'anniversaire de son arrivée dans le pays a été commémorée par le gouvernement néo-zélandais en 2019.
Bien qu'il y eût plusieurs peintres à bord de l'Endeavour, aucun portrait de Tupa'ia n'est arrivé jusqu'à nous, probablement pour que la primeur du voyage revienne à J. Banks et J. Cook.
Plusieurs œuvres récentes ont été consacrées à Tupaia. En 2010, l'auteure néo-zélandaise Joan Druett a écrit un livre sur ce personnage, traduit en français. En 2015, la réalisatrice néo-zélandaise Lala Rolls lui a consacré un documentaire de 52 minutes intitulé Tupaia coproduit par des Néo-Zélandais et des Tahitiens, notamment Oceania Films et Polynésie 1re. Tupaia y est interprété par l'acteur maori Kirk Torrance. La chaine de télévision néo-zélandaise Maori TV a aussi commandé trois épisodes de 52 minutes sur le personnage,.
L'un des Boeing 787 de la compagnie Air Tahiti Nui porte maintenant son nom en guise d'hommage.
Une espèce de crevette d'eau douce de Polynésie, Caridina tupaia, est nommée en son honneur.
Des descendants, dont certains portent encore le nom Tupaia, vivent encore à Ra'iätea sur les terres ancestrales Motu tapu, Rotopiti et 'Ärava, toponymes qui existent aussi à Rotorua en Nouvelle-Zélande.
Son descendant, Teuraiterai Tupaia, est champion de France de Javelot et a participé aux Jeux Olympiques de Paris en 2024.